# Banda Bechis
La banda Bechis, conosciuta anche come banda della Bolognina, era un gruppo criminale formato a Bologna, attivo tra il 1987 e il 1992 fra l'Emilia-Romagna e la Toscana, capeggiata da Damiano Bechis, ex carabiniere paracadutista di Bologna dedito al crimine dopo la sua radiazione dall'Arma.

## Storia
Formatasi a Bologna nel quartiere popolare della Bolognina, la banda era composta da oltre venti membri e capeggiata dalla figura carismatica di Damiano Bechis, ex carabiniere paracadutista radiato dall'Arma.
Altre figure di rilievo della banda erano Mauro Cauli, originario di Lecco e anch'egli ex carabiniere paracadutista radiato; Gianluca Ragazzi, bolognese e descritto come un individuo con atteggiamenti megalomani; Maurizio Pascalis, bolognese e considerato il luogotenente di Bechis; Giorgio Navarra, palermitano ma residente a Bologna, legato ai Santagata e alla malavita del Pilastro; Sandra Meletti, bolognese di 24 anni, commessa, fidanzata di Bechis prima e di Cauli poi (dopo la morte di Bechis).
La sera del 17 luglio 1987, presso la discoteca nel Parco delle acque minerali di Imola, venne ferito mortalmente a coltellate Andrea Bacci, di 19 anni e originario di Castel Bolognese (morirà il 1 ottobre), mentre si trovava in quel luogo con un gruppo di amici. L'omicidio rimase impunito per quattro anni. Le indagini dei Carabinieri che ne seguirono portarono all'identificazione e all'arresto degli autori omicidio nel gruppo di Bechis, maturato a seguito di una spedizione punitiva.
Nel 1989 Bechis e Cauli vennero arrestati in un bosco nei pressi dell'abitazione di Bechis a San Benedetto Val di Sambro, sorpresi mentre si addestravano sparando con armi e munizioni sottratte al loro ex reparto del battaglione Carabinieri Paracadutisti "Tuscania": una pistola Walther PPK 7,65, una carabina Anschutz 22, due pistole Beretta d'ordinanza e materiale per confezionare e ricaricare proiettili. Cauli fece ritrovare tutto ma vennero comunque radiati dall'Arma dei Carabinieri.
La banda tra il 1987 e il 1992 passò dal piccolo spaccio ai furti, in un crescendo  di violenza, responsabile di diverse eclatanti rapine tra l'Emilia Romagna e la Toscana, e finendo al centro delle inchieste della magistratura perché ritenuta inizialmente responsabile di efferati omicidi, quando ancora non si sapeva che dietro quella serie di delitti ci fossero poliziotti della banda della Uno bianca, ma si sospettava che dietro a quella scia di sangue, a quel volume di fuoco, e a quella capacità operativa del tipo militare o paramilitare, ci potevano essere persone legate ad ambienti appunto militari o di forze dell'ordine.
La sera tra il 6 e il 7 maggio 1991 Bechis venne ucciso in uno scontro a fuoco con la Polizia a Modena, sorpreso durante un furto in un negozio di hi-fi e telefoni cellulari. La banda riuscì a fuggire da Modena lasciando Bechis morente nei pressi dell'Ospedale Maggiore di Bologna, colpito da un proiettile al cranio, quattro mesi dopo la strage del Pilastro, in un periodo in cui lo stesso Bechis era entrato nella rosa dei sospettati per l’omicidio dei tre carabinieri.
Alcune pistole verranno trovate interrate nel giardino a casa di Bechis a San Benedetto Val di Sambro e dove viveva con Sandra Meletti.
La banda viene quasi del tutto neutralizzata l'11 marzo 1992 dal R.O.S. dei Carabinieri con l'esecuzione di 19 arresti: si tratta per lo più di balordi, alcuni tossicodipendenti, con precedenti penali ma anche incensurati, che frequentavano i bar della Bolognina, quartiere popolare dietro la stazione di Bologna. Di essi in pochi lavoravano, chi lo faceva aveva un'occupazione saltuaria, alcuni avevano già subito arresti per spaccio di droga e furto. I carabinieri erano convinti che fra i diciannove arrestati ci fossero gli assassini del netturbino Primo Zecchi, ucciso per avere annotato il numero di targa di un'auto usata dalla banda della Uno Bianca per compiere una rapina.
Tra gli arrestati ci fu Mauro Cauli, fermato a Lecco con l'accusa di traffico d'armi poiché ritenuto l'armiere della banda. Giorgio Navarra si salvò dal blitz dandosi alla latitantanza, venendo poi arrestato pochi giorni dopo per un litigio con un automobilista. In Questura diede il nome del fratello gemello, ma le impronte digitali dei fotosegnalamenti lo incastrarono.
Con l'arresto di altri cinque componenti, avvenuti in giugno del 1992, la banda venne considerata definitivamente sgominata.
L'indagine su Damiano Bechis e il suo gruppo appurò che pur non essendo autore dei crimini della Uno Bianca, la banda si preparava ad un salto di qualità poiché era in contatto con le famiglie malavitose del Pilastro.
Il nome di Damiano Bechis venne anche accostato alla Falange Armata, ma l'organizzazione terroristica smentì categoricamente con una telefonata all'Ansa di Genova, telefonata che venne ritenuta poco credibile.
In seguito il giornalista Sandro Provvisonato sostenne che la morte di Bechis fosse avvenuta in modo misterioso.

## Boss

### Damiano Bechis
Damiano Bechis nasce a Bologna nel 1964. Figlio di un ferroviere, era cresciuto gravitando intorno al centro del quartiere popolare della Bolognina, in Piazza dell'Unita.
Si arruolò nell'Arma dei Carabinieri entrando poi nel battaglione paracadutisti Tuscania dove parteciperà alla missione ITALCON in Libano e in missione in Aspromonte contro la ’Ndrangheta, dove in quest'ultima, a causa di un’infelice irruzione in un casolare che credeva abbandonato, provocò la morte d'infarto di una donna anziana, venendo indagato e sospeso dal servizio.
Tornato alla Bolognina divenne il capo carismatico di una banda di rapinatori che operava tra la Toscana, l’Emilia e la Romagna.
La sera tra il 6 e il 7 maggio 1991 venne ferito mortalmente a Modena (morirà a Bologna) dopo un conflitto a fuoco con la Polizia.